# Jornalismo sindical
Chama-se Jornalismo Sindical a especialização da profissão jornalística na cobertura jornalística interna dos fatos de um sindicato, uma central sindical ou qualquer associação que participe de campanhas trabalhistas, bem como a produção de veículos jornalísticos voltados para circulação entre os próprios profissionais sindicalizados (jornais sindicais, boletins e newsletters).
Jornalismo Sindical é um ramo do Jornalismo Institucional (que inclui outras pessoas jurídicas de natureza não-ativista e apolítica).
O Jornalismo Sindical surgiu com os primeiros movimentos operários (Jornalismo Proletário), que já utilizavam ativamente jornais mimeografados para expressar suas reivindicações e manifestos. Mais tarde, alguns jornalistas (principalmente aqueles envolvidos nas atividades de seus próprios sindicatos) se especializaram em produzir veículos de comunicação específicos para o sindicalismo.
É necessário contrastar as atividades de Jornalismo Sindical com as de Assessoria de Imprensa.

## Temas
As pautas do Jornalismo Sindical incluem a cobertura de eventos (greves, campanhas salariais, demissões, negociações com patrões, festas do sindicato), as instituições que geram produtos e fatos (sindicatos, centrais sindicais, empresas, ONGs), as políticas públicas para a área (leis trabalhistas, regulamentações sobre as atividades do setor profissional do sindicato, decisões judiciais que afetem a profissão) e o dia-a-dia do setor.
Jornais sindicais, em geral, servem como veículo de propaganda e manifestações abertamente politizadas dos trabalhadores que os editam e, raramente, têm preocupação com imparcialidade editorial.